# Duguenaína
La duguenaína es un alcaloide aporfínico modificado que fue aislado por Roblot en 1981 de la planta del género Duguetia, D. calycina (Annonaceae).

## Derivados
La 11-metoxiduguenaína (Duguecalina) también fue encontrada en el extracto de Duguetia calycina. CAS: 80550-25-0. Fórmula molecular: C20H17NO4. Peso molecular: 335.359.

## Espectro de resonancia de carbono

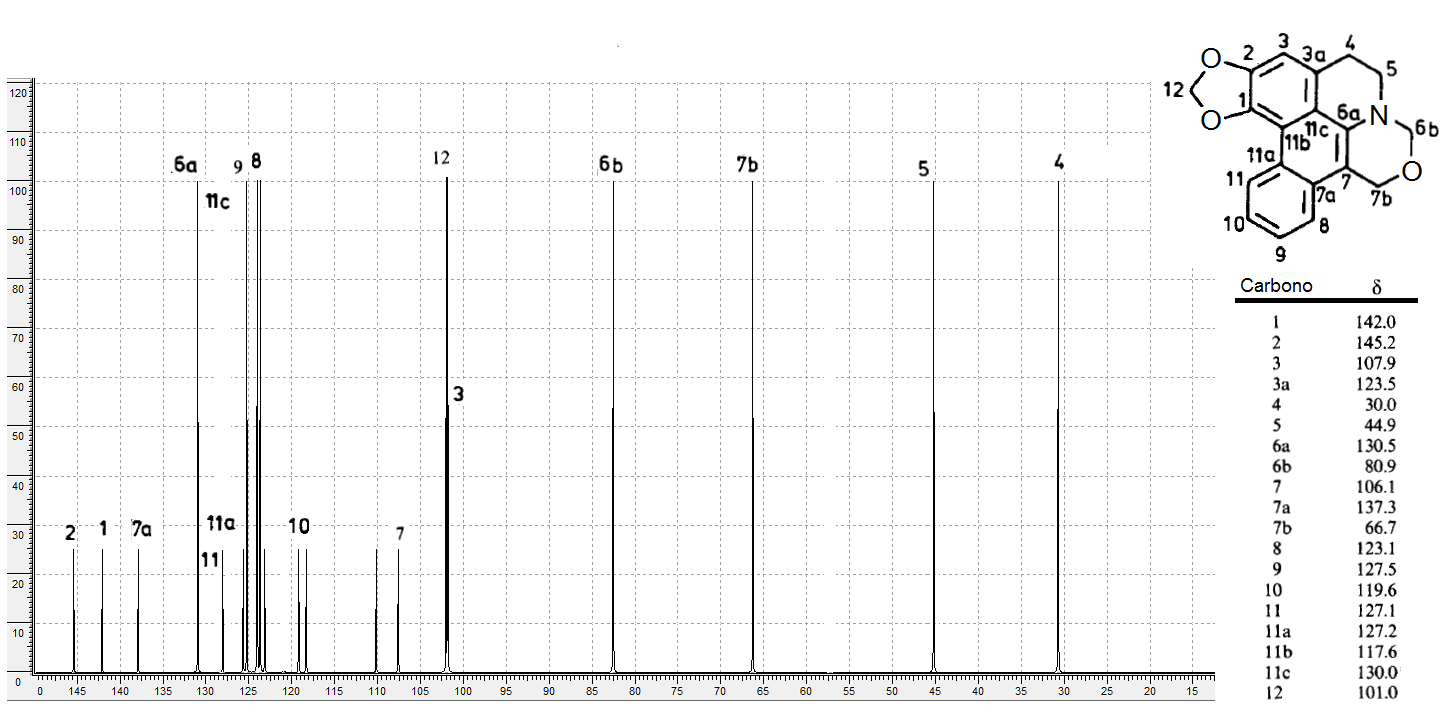
Datos de ^{13}C-RMN de la duguenalina

## Síntesis
Lenz reportó una síntesis biomimética a partir de N-etoxicarbonil-1-bencilidenisoquinolinas. Éstas fueron tratadas con yodo para así producir N-etoxicarbonilaporfinas. Posteriormente se removía el grupo etoxicarbonil con hidróxido de potasio y finalmente de condensó con formaldehído. 